# Versicherungsverein auf Gegenseitigkeit
Ein Versicherungsverein auf Gegenseitigkeit (VVaG) ist eine der in Deutschland, Liechtenstein und Österreich rechtlich zulässigen Rechtsformen für einen Versicherer. Die Versicherungsnehmer sind Mitglieder und Träger des Vereins. In Ausnahmefällen können Versicherungsvereine auf Gegenseitigkeit auch einzelne Verträge abschließen, bei denen der Versicherungsnehmer nicht Mitglied wird (Nichtmitgliederversicherung).

## Rechtliche Grundlagen
Der VVaG ist eine besondere Rechtsform für Versicherer, nämlich ein Verein, der die Versicherung seiner Mitglieder nach dem Grundsatz der Gegenseitigkeit betreiben will (§ 171 VAG). Diese besondere, nur für Versicherer zulässige Rechtsform des VVaG ist im vierten Kapitel des zweiten Teils des VAG geregelt. Daneben gelten verschiedene weitere Vorschriften aus dem Vereinsrecht, dem Handelsrecht, dem Aktienrecht sowie dem Genossenschaftsrecht. Der VVaG unterscheidet sich von der Genossenschaft dadurch, dass diese durch die Zielsetzung gekennzeichnet ist, der VVaG durch das Gegenseitigkeitsprinzip. In Deutschland ist Genossenschaften das Versicherungsgeschäft verwehrt. Gegenüber der Aktiengesellschaft, bei der das Kapitalelement dominiert, überwiegt das personale Element im Sinne eines Personenvereins. Der VVaG ist getragen von den Bedürfnissen seiner Mitglieder (§ 176 VAG). Ähnlich dem Entscheidungsgremium der Hauptversammlung für die Aktionäre einer Aktiengesellschaft hat der Versicherungsverein für seine Mitglieder als oberstes Organ die Mitgliedervertreterversammlung, teilweise auch Hauptversammlung genannt (§ 191 VAG).
Das Prinzip der „Gegenseitigkeit“ unter den Mitgliedern tritt bei großen VVaG eher in den Hintergrund. Dort steht dagegen die Beziehung zwischen dem einzelnen Mitglied und der juristischen Person der VVaG im Vordergrund.
Bei den VVaG gibt es vereinfachte Vorschriften für kleinere Vereine, die nur einen sachlich, örtlich oder dem Personenkreis nach begrenzten Wirkungskreis haben (§ 210 VAG). Kleinere Vereine sind z. T. sehr bodenständige, lokale Versicherer, die von kleinen Gruppen von Versicherungsnehmern zum direkten gegenseitigen Nutzen betrieben werden. Diese sind zwar nicht besonders reich an Angeboten, aber im Vergleich zu großen Unternehmen sehr flexibel und sehr spezialisiert. Wiederholt gehen die dann für den gesamten Versicherungsmarkt gültigen Regelungen als Innovationen von diesen aus (Nichtrauchertarife, Krankenversicherungstarife für Vegetarier oder die Versicherung von Windausfall für Windkraftanlagen).

### (Nicht) eingetragener Verein im Vergleich zu VVaG
Ähnlich dem VVaG, aber keine Versicherungsgesellschaften oder VVaG sind die nicht eingetragenen und eingetragene Vereine, die z. B. als Unterstützungskassen im Gesundheitswesen tätig sind. Diese dürfen jedoch ihre Leistungen nicht garantieren und gelten daher nicht als stets eine bestimmte Entschädigung garantierende Versicherer. Es gibt hier nur dann und in dem Umfang eine Entschädigung für einen Schaden, wenn bzw. wie der Vereinskassenstand eine Auszahlung zulässt. In einigen Fällen kaufen die Vereine Rückdeckung bei einem Versicherer. Bei einigen Vereinen wird durch einen erhöhten Beitrag eine privilegierte Mitgliedschaft erzielt, in der garantierte Leistungen durch einen traditionellen Versicherer enthalten sind (wie z. B. Verkehrsclubs).

### Liechtenstein
In Liechtenstein sind die Versicherungsvereine auf Gegenseitigkeit und die Hilfskassen in Art. 496 bis 527 des Personen- und Gesellschaftsrechts (PGR) geregelt. Sogenannte kleine Versicherungsvereine behandelt das PGR in Art. 528 bis 533 und ergänzend das Vereinsrecht. Bei kleinen Versicherungsvereinen handelt es sich um Werkspensionskassen oder Krankenkassen mit engbegrenztem Wirkungskreis, um Sterbe- oder Viehversicherungsvereine.

## Geschichte
VVaG sind die Urform der modernen Versicherer. Die Idee des VVaG als Rechtsform geht auf James Dodson (1710–1757) zurück, der die erste altersabhängige Beitragstabelle für Lebensversicherungsverträge berechnete. Auf seine Initiative hin wurde 1762 der erste professionelle, auf mathematischer Basis arbeitende Lebensversicherer der Welt gegründet, zugleich auch der erste VVaG, die Society for Equitable Assurances on Lives and Survivorships. Einer der ersten VVaG in Deutschland geht auf den Kaufmann Ernst-Wilhelm Arnoldi zurück. Als Arnoldi im Jahre 1820 in Gotha die Gothaer Feuerversicherungsbank des Deutschen Handelsstandes, die heutige Gothaer Versicherung, ins Leben rief, verwirklichte er damit die Idee der gegenseitigen Hilfe: Alle tragen gemeinsam die Last des Einzelnen. Dabei sind die Versicherungsnehmer gleichzeitig Eigentümer des Unternehmens. Ähnlich wie bei genossenschaftlichen Banken existieren keine ausschließlich Kapital gebenden Eigentümer, weshalb eine kontinuierliche und von Kapitalgebern unabhängige Geschäftspolitik im Interesse der Mitglieder garantiert ist. Notwendige unternehmerische Entscheidungen können schnell getroffen und umgesetzt werden.
Seit einer Reihe von Jahren werden weltweit, etwas verzögert auch in Deutschland, immer mehr VVaG in Aktiengesellschaften umgewandelt (Demutualisierung). Hierbei ist es immer wieder zu Unstimmigkeiten über die den bisherigen Eigentümern, den Versicherungsnehmern, zu zahlende Entschädigung gekommen. Das Bundesverfassungsgericht hat 2005 hierzu in einem Urteil Änderungen der gesetzlichen Vorschriften vorgeschrieben (26. Juli 2005, 1 BVR 782/94 und 1 BVR 957/96), aber keine Änderung der bisher erfolgten Vorgänge verlangt.

## Wirtschaftliche Bedeutung
In Deutschland waren im Jahre 2015 ca. 90 VVaGs im Handelsregister eingetragen, einschließlich nicht eintragungspflichtiger kleiner VVaGs gab es 254 Vereine dieser Rechtsart (Stand: 2014).
In der Sparte Schaden/Unfall betrug ihr Marktanteil in der Vergangenheit 28 % (Beitragsvolumen 1999: 48 Mrd. Euro) und in der Sparte Leben 23 % (59 Mrd. Euro). In der Sparte der Krankenversicherung (Gesamtbeitragsvolumen 20 Mrd. Euro) waren die VVaG mit 52 % Marktanteil den Aktiengesellschaften sogar eindeutig voraus. In der Sparte Schaden/Unfall verbuchten die VVaG einen über dem Durchschnitt liegenden Beitragszuwachs von 0,6 %, in den Bereichen Leben gar 9,4 % und in der Sparte Kranken 3,0 %. Die durchschnittliche Verzinsung der Kapitalanlage von über 179 Mrd. Euro betrug 1999 7,4 %. Insgesamt verteilt sich das auf dem deutschen Markt eingenommene Beitragsvolumen zu 58 % auf Versicherungsunternehmen mit der Rechtsform Aktiengesellschaften, 11 % öffentlich-rechtliche Versicherungsunternehmen sowie 29 % Versicherungsvereine auf Gegenseitigkeit einschließlich ihrer Töchter.
Die Marktbedeutung der VVaG äußert sich auch in ihrem wirtschaftlichen Erfolg. Wirtschaftlicher Erfolg lässt sich in Kennzahlen messen. VVaG haben im Vergleich zu Aktiengesellschaften höhere Zuwachsraten bei den Versicherungsverträgen, sind in Sparten mit niedrigerem Risiko tätig, weisen geringere Kostensätze aus und erwirtschaften mehr Gewinn. Die Bilanzen der VVaG, gemessen an der Bilanzsumme, haben höhere Zuwachsraten, weisen nach einer Studie aus dem Jahr 1997 (Farny, Köln) im Fall von Schaden- und Unfallversicherern mehr sichtbares Eigenkapital aus, beinhalten mehr stille Reserven und bedecken im Übrigen mehr Solvabilität. VVaG verwenden ihren Bruttoüberschuss vor Steuern durchschnittlich mit 28 % für das Eigenkapital, während Aktiengesellschaften hierfür nur 10 % verwenden.
Eine Ursache geringerer Kostenquoten (Vergleichsgröße v. a. bei Lebensversicherungen) von Versicherungsvereinen ist die frühe Nutzung des Direktvertriebes, den diese lange vor Aufkommen der internetbasierten Direktabschlüsse betrieben. Durch geringere Abschlusskosten (Einsparung an Provisionen für Versicherungsvertreter und Makler) konnten diese ihre Kostenquoten niedrig halten.

## Vor- und Nachteile der Rechtsformen
Der wirtschaftliche Erfolg des VVaG bedeutet eine der wesentlichen Stärken seiner Rechtsform und begründet seine außerordentliche Bedeutung für den Versicherungsmarkt.
Da ein VVaG keine fremden Eigentümer hat, die Ansprüche auf den erzielten Gewinn haben, verbleiben erwirtschaftete Überschüsse im Unternehmen oder kommen den Versicherungsnehmern als Vereinsmitgliedern zugute. Andererseits kann ein VVaG nicht ohne Weiteres Kapital auf dem Kapitalmarkt aufnehmen, sondern muss die benötigten Sicherheitsmittel aus seinen Gewinnen selbst erwirtschaften. Dies schränkt wiederum seine Möglichkeiten, Gewinne zugunsten der Versicherungsnehmer zu verwenden, ein. Zudem kann ein VVaG im Rahmen dieser Beschränkung sein Geschäft nicht ohne Weiteres ausdehnen, da er die für zusätzliches Geschäft benötigten Sicherheitsmittel erst aus dem bestehenden Geschäft bilden muss.
Im internationalen Wettbewerb erweist sich die Rechtsform des VVaG jedoch immer mehr als Hemmschuh, weshalb entsprechend ambitionierte VVaG Umwandlungen (Demutualisierung) oder Holdingstrukturen anstreben.
VVaG müssen die zur Absicherung von Schwankungen des Versicherungsverlaufs benötigten Sicherheitsmittel selbst systematisch erwirtschaften, während Aktiengesellschaften diese bei Bedarf kurzfristig auf den Kapitalmärkten aufnehmen können. VVaG halten daher regelmäßig besonders hohe Sicherheitsmittel vor, die sie systematisch aufbauen; nur hierfür nicht benötigte Beträge können zugunsten der Versicherungsnehmer verwendet werden. Der Aufbau der Sicherheitsmittel des VVaG muss mit dem Wachstum des Geschäfts Schritt halten; insofern unterliegt der VVaG Wachstumsschranken. VVaG weisen daher in der Sparte Schaden/Unfall im Durchschnitt erheblich über dem Soll liegende Solvabilität auf, so dass eine Vielzahl von VVaG einen Deckungsgrad der Ist-Solvabilität zwischen 250 und 450 % aufweisen. In der Lebensversicherung liegt der Schnitt zwischen 150 und 200 % und in der Sparte Kranken zwischen 200 und 300 %. Andererseits haben VVaG für diese hohen Reserven aber keine Finanzierungskosten, wie sie von Aktiengesellschaften für auf dem Kapitalmarkt aufgenommene Beträge in erheblichen Umfang in Form von Dividenden zu leisten sind. Daher halten VVaG soviel Reserven wie sinnvoll bzw. nötig, Aktiengesellschaften so wenig Reserven wie vertretbar bzw. möglich. Soweit der VVaG gleichmäßig wächst und keine größeren Schwankungen im Versicherungsergebnis hat, kann er daher Versicherungsschutz günstiger anbieten als Aktiengesellschaften. Hingegen kann hohes Wachstum, größere Diversifikation und der Ausgleich von starken Schwankungen besser von Aktiengesellschaften geleistet werden.
VVaG führen also in größerem Umfang als Aktiengesellschaften Gewinne dem Eigenkapital zu, zahlen dafür aber keine Dividenden an Aktionäre. Zusätzlich bieten sich für VVaG als Alternative zur Kapitalbeschaffung börsennotierte Genussrechte an. Eine weitere Möglichkeit, den Kapitalmarkt zu nutzen, besteht durch die Schaffung von Tochterunternehmen in Form von Aktiengesellschaften und die Bündelung von Aktivitäten in Zwischenholdings. Dies bietet bei ausreichendem Volumen sogar die Möglichkeit eines Börsengangs.

## Arbeitsgemeinschaft der Versicherungsvereine auf Gegenseitigkeit
Über 60 deutsche Versicherungsvereine auf Gegenseitigkeit sind in der Arbeitsgemeinschaft der Versicherungsvereine auf Gegenseitigkeit e. V. (ARGE VVaG) mit Sitz in Hannover organisiert. Hauptzweck der ARGE VVaG ist die Vertretung derjenigen Interessen der VVaG, die in ihrer spezifischen Rechtsform begründet sind. Zu den Zielen zählt hierbei, die Vorteile des VVaG-Gedanken stärker in die öffentliche Diskussion einzubringen sowie die Nachteile der VVaG gegenüber anderen Rechtsformen abzubauen.